# Além do Que os Olhos Podem Ver
Além do que os Olhos Podem Ver é o sexto álbum de estúdio da banda brasileira de rock cristão Oficina G3, lançado em fevereiro de 2005 pela gravadora MK Music. Produzido por Geraldo Penna, a obra é caracterizada pela formação reduzida do grupo, sendo o primeiro álbum de sua discografia a conter Juninho Afram como principal vocalista nas canções.
Com músicas em maioria escritas por Afram, Duca Tambasco e Jean Carllos, é um trabalho majoritariamente conceitual, caracterizado como uma crítica à hipocrisia religiosa. O contexto no qual o trio compôs e gravou as canções foi problemático, sobretudo quanto à saída conturbada do ex-vocalista PG e incertezas acerca de um substituto do músico. A gravação do projeto conteve várias participações especiais e músicos contratados, como o baterista Lufe, o guitarrista Déio Tambasco e o cantor Marcão, na época vocalista da banda Fruto Sagrado.
O trabalho vendeu mais de vinte mil cópias no Brasil em poucos dias de seu lançamento, mais tarde ganhando um certificado de ouro da Associação Brasileira de Produtores de Disco (ABPD) por mais de cinquenta mil cópias comercializadas. O álbum também recebeu uma indicação ao Grammy Latino na categoria Melhor álbum cristão em língua portuguesa, sendo premiado no Troféu Talento em 2006, como o melhor álbum de rock.
Com críticas em maioria positivas da mídia especializada em geral, Além do que os Olhos Podem Ver é geralmente considerado como um dos melhores discos na discografia da Oficina G3, restaurando a concepção totalmente rock de Indiferença e mesclando influências do metal progressivo, gênero musical até então não explorado pela banda. Em 2015, foi considerado, por vários historiadores, músicos e jornalistas, como o 97.º maior álbum da música cristã brasileira, em uma publicação dirigida pelo Super Gospel.

## Antecedentes

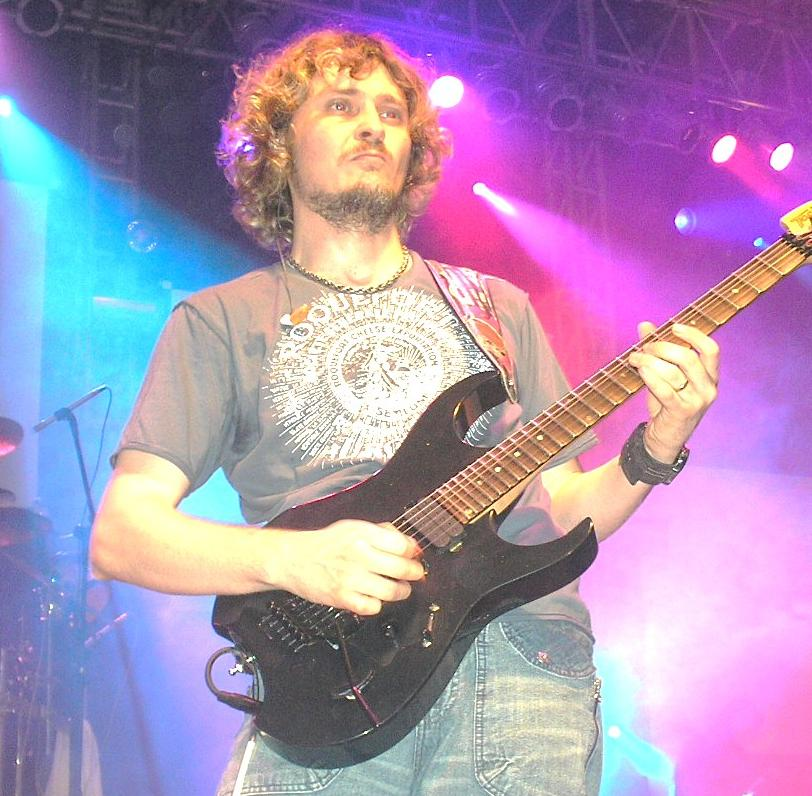
O guitarrista Juninho Afram assumiu os vocais após a saída de PG em 2003.

Em 1997, após o êxito do álbum Indiferença, o vocalista Luciano Manga precisou deixar a banda, colocando, em seu lugar, o cantor PG. Durante esta época, o grupo resolveu lançar um trabalho acústico, sucedido por um acústico gravado ao vivo, que obteve grande popularidade. Em 2000, o conjunto ingressou na gravadora MK Music, e lançou o inédito O Tempo, que possui um direcionamento musical mais próximo do pop. A mudança de sonoridade foi geralmente associada ao novo vocalista, no entanto, os membros sempre negaram as considerações da imprensa, afirmando que a estética musical do grupo sofreria mudanças independentemente de novos integrantes.
Em 2002, o baterista Walter Lopes anunciou sua saída, e declarou que sua desistência foi motivada por desentendimentos musicais e interpessoais. Em entrevista dada na época ao Super Gospel, Walter evitou dizer se tinha ocorrido algum conflito entre ele e o grupo. Com isso, Juninho Afram tornou-se o único integrante da banda remanescente da formação original. Para ocupar o lugar de Walter, o grupo contratou o baterista Lufe, que gravou a maioria das faixas de Humanos. Apesar de ser definido por Afram como o trabalho "mais pesado" do G3, com influências de nu metal, o álbum dividiu opiniões acerca da quantidade de baladas pop rock. Do ponto de vista de composição, o disco deu estreia a um novo processo criativo para a banda: a partir de Humanos, as músicas seriam creditadas a todos os integrantes. Juninho, anos mais tarde, afirmou que tomou essa atitude para incentivar a composição coletiva entre os membros e para evitar conflitos por créditos que enxergava em outros grupos.
No ano seguinte, o cantor PG anunciou sua saída da Oficina G3 com o objetivo de seguir uma trajetória pastoral, e manteve uma agenda com a banda até o final de 2003. Em 2004, ingressou numa carreira solo, enquanto a banda decidiu que Juninho Afram assumiria por completo os vocais, como fazia esporadicamente desde o início do grupo, enquanto não encontravam um novo intérprete para o conjunto.

## Composição

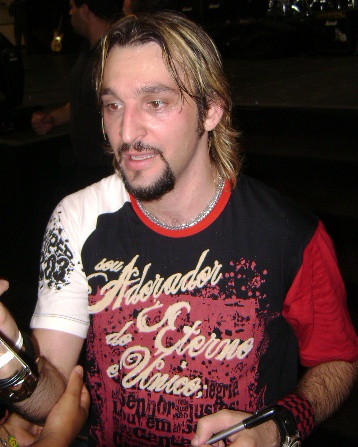
PG, ex-vocalista da Oficina G3, chegou a escrever oito músicas para um futuro projeto de estúdio antes de sair

As primeiras composições inicialmente destinadas a Além do que os Olhos Podem Ver foram escritas ainda com a participação de PG. O ex-vocalista, em entrevista fornecida em 2004 ao portal Universo Musical afirmou que, no momento de sua saída, o cantor tinha escrito oito melodias com a banda e, embora acreditasse que não as utilizariam, disse desconhecer o que os músicos fariam com o material já escrito. Nesta época, o músico disse que estava insatisfeito a respeito da Oficina G3, e que os demais não demostravam apoiar completamente suas novas atividades como pastor. "Comentaram muitas coisas erradas quando eu saí. Não houve briga, não saí porque queria ganhar dinheiro. Saí exatamente porque queria continuar cantando e me dedicar a outros propósitos. Onde estava eu não conseguia". Anos mais tarde, ao revisitar sua saída da banda, PG contou que o grupo tinha um foco em fazer apresentações em locais menos religiosos e grandes. O cantor, por sua vez, estava vivendo uma fase mais intimista, em que queria cantar em igrejas e contar seu testemunho de vida. O vocalista avisou sua saída em um dos ensaios e processos de composição do álbum, o que contribuiu para o tom de insatisfação do grupo. O tecladista Jean Carllos, por exemplo, defendeu que a saída de PG foi atravessada.
A saída de PG do Oficina G3 resultaria em uma quebra de contrato com a gravadora MK Music que, na época, resultaria em mais de R$ 2 milhões em multa. Por isso, o cantor cogitou permanecer no grupo até o final do contrato. Mas, para administrar o conflito, a presidente Yvelise de Oliveira liberou o cantor de suas obrigações contratuais, dando liberdade para que o cantor até optasse assinar com outra gravadora, caso quisesse. A situação estava tensa entre os integrantes a ponto do conflito se tornar público para a imprensa e o público. O guitarrista Juninho Afram afirmou que, em janeiro de 2004, o trio encontrou-se pela última vez com PG na sede da MK, e a relação entre eles não estava boa. Ao relembrar a situação, PG disse em 2022 que a reunião foi conflituosa e que, ao ir embora, se sentiu mal e ligou para Afram, pedindo desculpas pelo que tinha ocorrido. O tecladista Jean Carllos, na época, reiterou o fato do ex-integrante não ser mais amigo de nenhum dos três, considerando que aquela situação não era positiva para nenhum dos envolvidos, embora em outra entrevista, ocorrida em maio daquele ano, tenha dito que "é bom estar no meio do fogo e abrir o verbo". Em fevereiro de 2004, PG se reuniu com o seu irmão, o baterista Johnny Mazza, e escreveu todo o repertório de seu álbum de estreia como cantor solo, Adoração, que saiu ainda naquele ano. O projeto foi lançado pela MK. Ao lançar o projeto, PG deixou claro não ter utilizado nenhum material escrito anteriormente com a Oficina G3 neste trabalho. O cantor também disse que, por anos, evitou tocar músicas do Oficina G3 em shows, tanto por uma convicção pessoal, quanto a pedido dos integrantes remanescentes.
A saída de PG foi uma das influências para o disco. Segundo o baixista Duca Tambasco, quando questionado se alguma música do álbum foi escrita como indireta ao ex-membro, disse que começou a escrever canções para Além do que os Olhos Podem Ver como forma de desabafar a respeito da saída inesperada do vocalista. Mas, em conversas conversas entre o trio, decidiu mudar o direcionamento lírico por não considerar a atitude condizente com a filosofia da banda. Assim, as letras do novo álbum acabaram tendendo acerca da hipocrisia cristã, tema que permeia quase todas as canções, também abordando os conflitos internos dos seres humanos acerca do assunto. E para o grupo, se trata de uma questão polêmica, antiga, mas presente na atualidade. Na apresentação do projeto, os integrantes disseram que "a hipocrisia cristã é uma personagem antiga, velha conhecida de todos nós, mas ainda bem presente em nosso meio e longe de ser radicada. É um vírus que atinge a todos, do mais simples cristão aos grandes líderes. Estamos cansados de ver tanta gente falar o que não vive e cantar sobre isso. É o nosso grito de alerta e de protesto. Mas o foco evangelístico é imutável". Outro ponto acerca de sua lírica foram as intensas especulações e julgamentos por parte do público acerca dos últimos acontecimentos. Quase todas as faixas foram escritas em conjunto entre Afram, Tambasco e Carllos, com exceção de "Lugar Melhor", com co-autoria de Viviane Afram; "Sem Trégua", com participação de Marcão; e "Queria Te Dizer", escrita por Julim Barbosa.

A intenção do nosso CD não é essa, a intenção é trazer mensagens e abençoar as pessoas, falando dos conflitos que todo mundo tem, que a gente também tem. Não vamos ser hipócritas e falar que não. Aconteceu. Só que chegou uma hora que a gente mesmo, conversando, chegou à conclusão que, meu, esse não é o caminho, isso não é a gente, o Oficina não é isso. Eu acho que CD não é pra lavar roupa suja, é pra ser benção!— Duca Tambasco, 2004.

## Gravação
O lançamento de Além do que os Olhos Podem Ver estava previsto para os primeiros meses de 2004. No entanto, a saída de PG mudou todos os planos da banda e atrasou o projeto, o que causou especulações do público. A principal incerteza estava acerca do substituto para os vocais. O guitarrista Juninho Afram afirmou que, naquela época, a banda recebeu vários discos de cantores para se integrarem à banda, mas o trio não esteve satisfeito com nenhuma proposta. Para o instrumentista, a escolha deveria ser feita com calma, pois além de ter um bom desempenho nos vocais, precisava ter uma compatibilidade de ideias com os demais membros. O ex-vocalista PG, por sua vez, tinha certeza que Juninho seguiria como o vocalista e considerava o músico completamente capaz de fazer a função.
Para os shows que o grupo cumpria agenda na época, os tons das músicas foram alterados para se adequarem à extensão vocal de Juninho Afram. A tendência para o álbum permaneceu a mesma, com Duca Tambasco preferindo esta forma. Para o baixista, a sonoridade tenderia a ser mais "pesada" assim. "A gente abaixou o tom de algumas músicas, pois é mais confortável, e nós gostamos muito de cantar em dó. Ficou animal, muito pesado, é legal de ouvir. Ainda não sabemos se vamos gravar o CD em dó ou em ré, mas estamos fazendo as músicas com uma linha vocal que funcionaria dos dois jeitos", afirmou Juninho Afram.

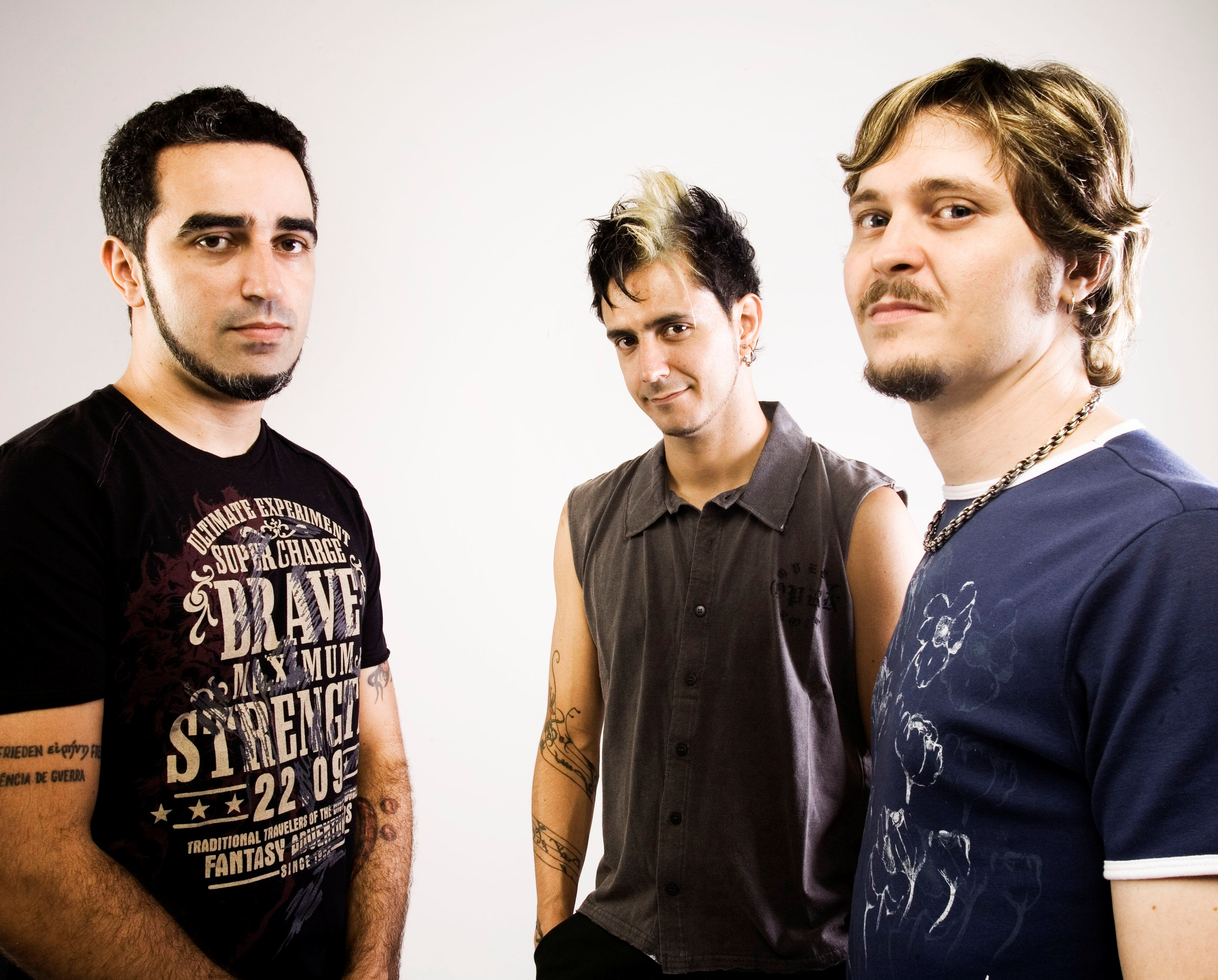
Duca Tambasco, Jean Carllos e Juninho Afram, em imagem de divulgação fotografada em 2007

Pela primeira vez na história da Oficina G3, o álbum foi escrito e pré-produzido simultaneamente. Ainda nos primeiros meses de 2004, os membros se reuniam num estúdio pessoal de Duca para criarem letras para arranjos prontos. No entanto, não foi esclarecido se tais melodias eram as mesmas nas quais PG citou ter feito junto com o trio antes de deixar o conjunto. Após isso, a banda repassaria o material ao produtor musical Geraldo Penna, no qual faria incrementações.
Além dos três músicos integrantes do conjunto, o baterista Lufe e o guitarrista Déio Tambasco, irmão de Duca, participaram das gravações do álbum, além de acompanharem o grupo nos shows e viagens. Uma destas apresentações foi o Canta Zona Sul, ocorrido no Rio de Janeiro, na Praia de Copacabana, em abril de 2004, que reuniu um público de 150 mil pessoas. Nesta época, Juninho, Duca e Jean participaram de um álbum solo de Déio que estava sendo gravado, Novos Rumos.
Os músicos entraram em estúdio no início de maio de 2004 para gravar Além do que os Olhos Podem Ver. As sessões ocorreram no estúdio Lord G, sob produção musical de Geraldo Penna. Em uma notícia divulgada pela banda, Penna adiantou que o disco seria mais "pesado" que o anterior, sem deixar de lado as baladas e contendo uma sonoridade diferente, misturando elementos eletrônicos, rítmicos e acústicos, que o faria ser intrigante, no mínimo. Em junho, o baixista Duca Tambasco gravaria seus solos definitivos para o disco.
Em agosto daquele ano, Juninho começava a gravar os vocais para as faixas. Para a canção "Sem Trégua", a banda teve a participação do cantor Marcão nos vocais, na época vocalista do grupo de rock Fruto Sagrado, que também foi creditado na composição. O baixista e intérprete afirmou, mais tarde, que integrantes dos dois conjuntos nunca tinham trabalhado em estúdio: "Acho que esta interação precisa continuar por ser algo positivo. Abre um outro leque para o pensamento musical em ambos os grupos".
Além de Marcão, a banda teve a participação de Maurício Takeda tocando violino em "Amanhã", além de Isabeh, fazendo a co-produção vocal nas canções "Mais Alto", "O Fim é só o Começo" e "Queria Te Dizer". Ainda, há a contribuição de Carlos Ribeiro na narração contida em "O Fim é só o Começo", além da composição de Julim Barbosa gravada pela Oficina G3, "Queria Te Dizer".
O título do álbum foi a última parte a ser definida. Segundo os integrantes, é um costume recorrente nas produções do conjunto, em que o repertório é gravado, e depois, com uma análise dos temas recorrentes nas letras, é que um nome é escolhido.

## Projeto gráfico
O projeto gráfico do álbum foi desenvolvido por Marcelo Rossi, um designer gráfico que trabalhou por vários anos com a banda. A capa do álbum mostra uma combinação de tons azuis com vermelhos e o logotipo em marca d'água. Na parte interna do encarte, o designer, juntamente com Ed. Carranque, utilizaram fotografias de uma cidade e outros locais combinando com fotos dos integrantes, que prestaram agradecimentos à gravadora, músicos envolvidos na gravação e patrocinadores. A crítica especializada definiu a arte como uma concepção mais pautada no rock, utilizando um "visual nebuloso, seco, meio caótico".

## Lançamento e divulgação

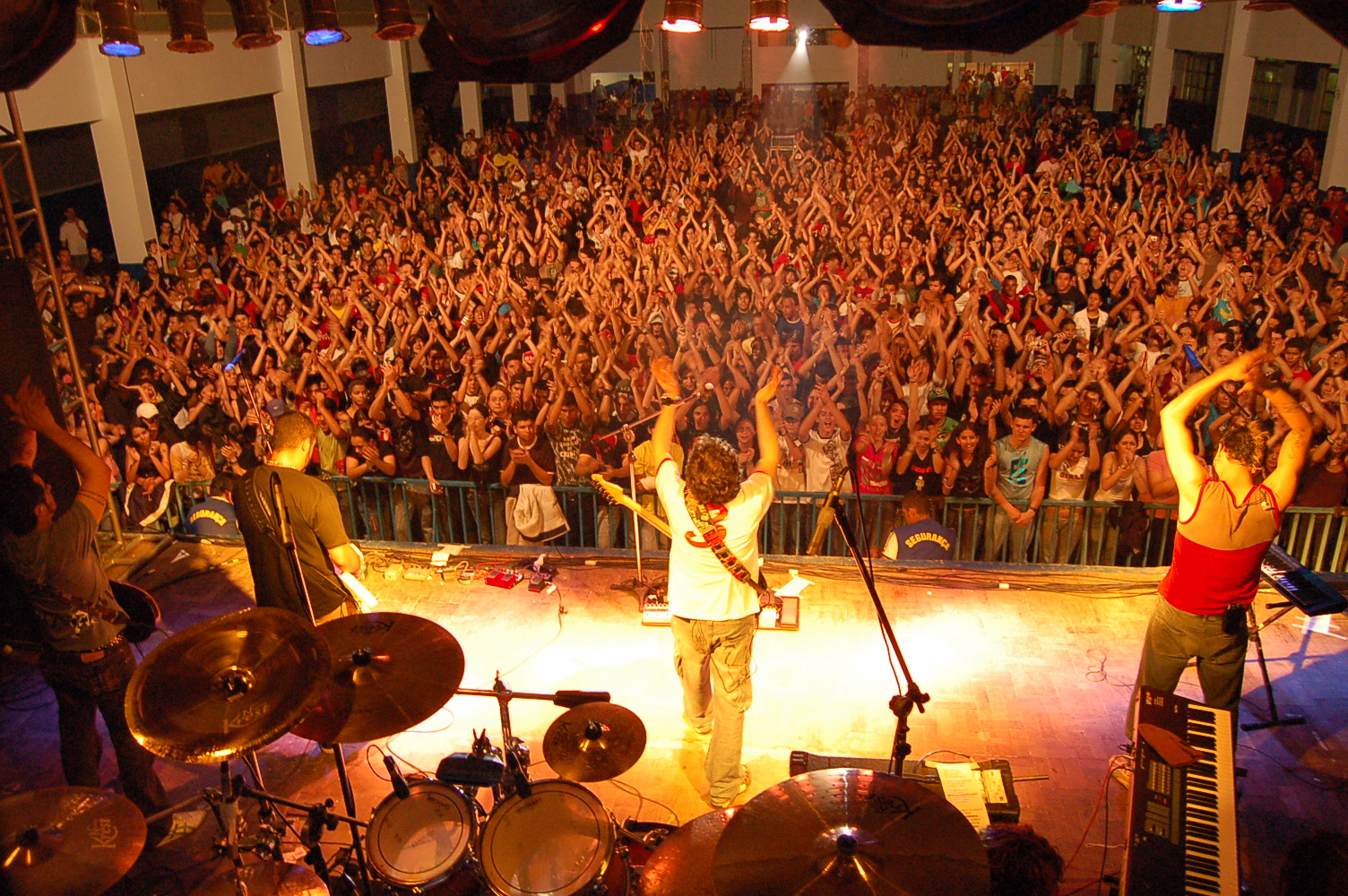
Apresentação da Oficina G3 em Sorocaba, durante turnê de Além do que os Olhos Podem Ver, em 2006. Da esquerda para a direita: Duca Tambasco, Déio Tambasco, Juninho Afram e Jean Carllos.

Apesar de Além do que os Olhos Podem Ver ter sido inicialmente proposto para ser lançado nos primeiros meses de 2004, seu lançamento foi adiado para setembro do mesmo ano. No entanto, o disco chegou a ser lançado apenas em fevereiro de 2005. Em seus dois primeiros dias de lançamento, vendeu mais de vinte mil cópias no Brasil. Tal alta venda de um álbum de rock em pouco tempo foi o reflexo da expectativa do público para a obra após as mudanças internas do grupo. Em menos de três meses, o trabalho vendeu mais de cinquenta mil unidades.
Após o lançamento do álbum, a banda publicou em seu portal um hot site para o álbum, com imagens utilizadas na arte do disco, com notícias relacionadas ao novo trabalho, fotos e informações de contato. A canção "Lugar Melhor" foi escolhida para divulgar o projeto, que recebeu versão em videoclipe.
Em junho de 2005, a banda iniciou uma série de apresentações no exterior, a começar nos Estados Unidos. A Oficina G3 fez eventos em Everett, Boston, São Francisco, Newark, Miami, Dallas, Orlando, Houston e Boca Raton. Os shows realizados fizeram parte da chamada Turnê Além do que os Olhos Podem Ver, que também passou por vários estados do Brasil de 2005 até o final de 2006.
Com a evidente mudança de sonoridade, o guitarrista Juninho Afram foi questionado se PG era o responsável pela mudança sonora da Oficina G3, e discordou, dizendo:

Eu acho que não houve "um" culpado para as mudanças sonoras, as coisas foram simplesmente acontecendo. Passamos por várias fases e isso refletiu no nosso som. Aprendemos muito com tudo o que vivemos e isso nos fez amadurecer. Hoje sabemos melhor onde queremos chegar.

## Recepção da crítica
| Críticas profissionais | Críticas profissionais |
| Avaliações da crítica  | Avaliações da crítica  |
| Fonte                  | Avaliação              |
| ---------------------- | ---------------------- |
| Super Gospel           | [ 35 ]                 |
| Whiplash.net           | 9/10                   |
| Dot Gospel             | (favorável)            |
| O Propagador           | [ 9 ]                  |
| Universo Musical       | (favorável)            |
| Casa Gospel            | (favorável)            |

Além do que os Olhos Podem Ver recebeu cobertura significativa da mídia especializada que, em maioria, foi favorável ao álbum. Márcio Heck, do Super Gospel, apontou que o projeto superou o "infeliz" Humanos, e que Afram como vocalista não o fez sentir saudades de PG. Também destacou os solos rápidos e virtuosos, além das distorções, destacando a letra de "A Lição" e "Amanhã", sendo a última citada a melhor do disco. A análise de Éber Dias Freitas, no Dot Gospel, destacou as atuações de Duca Tambasco no baixo e de Jean Carllos no teclado. Segundo Freitas, o disco está mais "pesado" do que em toda a história da banda, superando Indiferença em tal quesito, trazendo uma sonoridade que rompe as barreiras do "som abobado cristão que estamos acostumados a ouvir".
A obra também recebeu uma análise do Whiplash.net, um site especializado em rock. O jornalista Maurício Gomes Ângelo atribuiu nota 9 pontos de 10 ao trabalho, e destacou o fim de álbuns "açucarados e mornos" com a participação de PG, e a renovação que fez a banda demonstrar seu talento. O dueto entre Marcão e Juninho em "Sem Trégua", a falta de exagero e estrelismos, o projeto gráfico e as letras das canções, consideradas mais realistas que nas obras anteriores por Maurício, foram pontos positivos apontados pelo autor. Na opinião do crítico, até o momento em que o texto foi escrito, Além do que os Olhos Podem Ver foi o melhor álbum da história do rock cristão no Brasil e um disco singular para o rock nacional contemporâneo, retornando ao posto de vanguarda, abandonado anteriormente.
Marcos Paulo Bin, por meio do Universo Musical, afirmou que as guitarras do disco chegam a sobrepor os vocais de Juninho, formando uma sonoridade agressiva e com várias nuances, flertando momentos calmos e nervosos. Assim como o resenhista do Super Gospel, Bin defendeu que "Amanhã" é a melhor faixa do álbum. No guia discográfico da banda no portal O Propagador, Além do que os Olhos Podem Ver ganhou quatro e meio de cinco estrelas, e foi definido como a prova de que Juninho, Duca e Jean são o núcleo da Oficina G3, citando a influência do metal progressivo nas canções. Na visão de Rodrigo Arantes, do Casa Gospel, o projeto foi o melhor lançamento de 2005, com a banda de volta ao rock, porém com técnica musical mais apurada do que antigamente.

## Estilo musical e letras
Além do que os Olhos Podem Ver não segue a linha musical de seu antecessor, mas traz em sua ficha técnica a parceria com Geraldo Penna, o mesmo produtor de Humanos, além de Lufe, o baterista. O álbum é predominantemente influenciado pelo metal progressivo, embora outras vertentes do rock e metal sejam notadas na obra. Segundo o guitarrista Juninho Afram, a concepção instrumental na obra foi diferente dos trabalhos anteriores, com a proposta de criar arranjos mais livres e evidentes, para que contassem histórias durante a música. "Isso deixou um espaço bem amplo para se trabalhar, não só para a guitarra, mas para todos. Muitos desses 'espaços' nós já pensamos durante a composição, fora as coisas que 'pintaram' no estúdio." Duca e Juninho ainda tentaram trabalhar em faixas instrumentais, semelhantemente ao que fora feito em Indiferença, mas segundo Afram, a banda não teve tempo disponível.
Outros músicos foram convidados para a gravação, como Déio Tambasco, responsável pela execução da maior parte das guitarras em "O Fim é só o Começo", canção com fortes influências do blues rock. O produtor Geraldo Penna esteve responsável pela programação, utilizando vários efeitos eletrônicos. O músico Maurício Takeda participa de "Amanhã", faixa que, segundo a mídia especializada, contém ligações ao power metal.
O álbum é caracterizado por poucas baladas, sendo "Lugar Melhor" e "Queria Te Dizer" as únicas desta categoria. O discurso lírico do projeto também foi apontado como mais maduro do que as obras anteriores. "Réu ou Juiz", com suas distorções, remonta as especulações e julgamentos acerca da banda, e seu futuro. "A Lição", por sua vez, é central acerca da hipocrisia e da dificuldade humana em viver o amor. O grupo afirmou, antes do lançamento do álbum, que a situação ocorrida com PG fez com que repensassem os conceitos de amizade e companhia.

## Reconhecimento
Além do que os Olhos Podem Ver recebeu indicações em dois prêmios da música: Grammy Latino e Troféu Talento. No primeiro, a banda concorria na categoria Melhor álbum cristão em Língua portuguesa, e perdeu para o disco Deixa o Teu Rio me Levar, de Soraya Moraes, da gravadora Line Records.
No Troféu Talento, a Oficina G3 recebeu três indicações, sendo uma à banda, uma ao clipe de "Lugar Melhor" e outra ao trabalho. O conjunto ganhou duas das categorias ao qual foi indicado.
Em 2015, vários sites do meio protestante publicaram uma lista dos 100 maiores álbuns da música cristã brasileira, compilada por músicos, historiadores e jornalistas especializados, que colocaram Além do que os Olhos Podem Ver na 97.ª posição, afirmando que a banda "Oficina G3, como um trio, exorcizava todas as especulações de que era seu fim sem PG". Em 2016, o disco foi eleito o 13.º melhor disco da década de 2000, de acordo com lista publicada pelo Super Gospel.
| Prêmio         | Categoria                                          | Indicado                       | Resultado |
| -------------- | -------------------------------------------------- | ------------------------------ | --------- |
| Grammy Latino  | Melhor Álbum de Música Cristã em Língua Portuguesa | Além do que os Olhos Podem Ver | Indicado  |
| Troféu Talento | Melhor Clipe                                       | "Lugar Melhor"                 | Indicado  |
| Troféu Talento | Melhor Banda                                       | Oficina G3                     | Venceu    |
| Troféu Talento | Melhor Álbum Rock                                  | Além do que os Olhos Podem Ver | Venceu    |

| Publicação   | Reconhecimento                                 | Ano  | Posição |
| ------------ | ---------------------------------------------- | ---- | ------- |
| Super Gospel | 100 maiores álbuns da música cristã brasileira | 2015 | 97      |
| Super Gospel | 100 melhores álbuns dos anos 2000              | 2016 | 14      |

## Legado

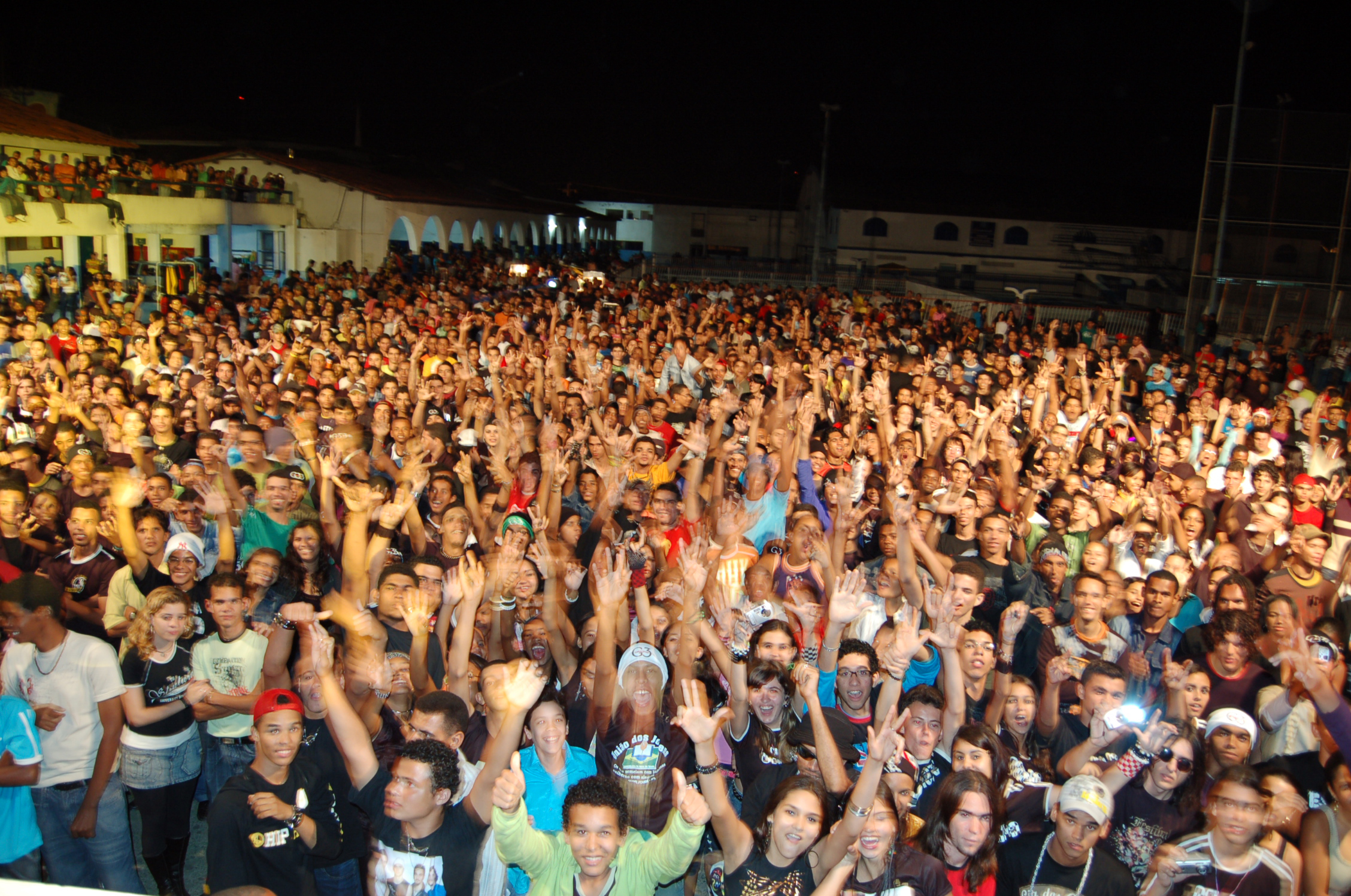
Público em apresentação da Oficina G3 em Feira de Santana, ocorrida em 2006

Além do que os Olhos Podem Ver é apontado como um dos melhores trabalhos da banda. Após o lançamento da obra, a Oficina G3 estava prestes a completar 20 anos de carreira, e por conta disso produziu o álbum Elektracustika, que contém regravações das canções "Além do que os Olhos Podem Ver", "Mais Alto" e "A Lição". Juninho Afram afirmou que sua posição como vocalista da banda era provisória, e continuaria nela até que encontrassem um novo integrante. Em 2008, durante as gravações de Depois da Guerra, o trio efetivou Mauro Henrique como o novo vocalista, com Juninho tendo papel secundário nas vozes como ocorria antigamente. O guitarrista Déio Tambasco voltou para o Katsbarnea, na qual fora integrante, e em novembro de 2006, Lufe deixou de trabalhar com o grupo, dando espaço para os músicos contratados Alexandre Aposan e Celso Machado. Aposan, anos mais tarde, disse que seu teste com a banda foi baseado nas canções mais complexas de Além do que os Olhos Podem Ver, o que deu base para sua participação no grupo. O repertório do projeto continuou presente em turnês posteriores, e a banda chegou a regravar "Mais Alto", "De Olhos Fechados" e "Ver Acontecer" no DVD D.D.G. Experience, lançado em 2010.
Anos depois, Juninho Afram afirmou no Flow Podcast que, com a saída de PG e seus vocais no álbum, estava inseguro e insatisfeito, achando seu trabalho insuficiente. Quando a banda recebeu a indicação ao Grammy Latino, os integrantes receberam um convite do então presidente do prêmio para uma conversa. Afram contou que o grupo recebeu elogios pelo álbum Além do que os Olhos Podem Ver e um conselho para fazer uma versão em inglês do projeto, que poderia dar notoriedade ao grupo nos Estados Unidos. O guitarrista acabou por se sentir validado pelos elogios e, ao retornar ao Brasil, os membros fizeram uma versão em inglês do projeto. Na entrevista, Juninho afirmou que a obra não foi lançada porque não foi aprovada pela MK.
Entre 2023 e 2024, durante um processo de shows comemorativos com ex-integrantes, a banda promoveu a turnê NADOQINDY, com as participações de Luciano Manga, PG, Lufe e Déio Tambasco. O roteiro comemorou os álbuns Nada É Tão Novo, Nada É Tão Velho, Indiferença e Além do que os Olhos Podem Ver. As apresentações se destacaram com a participação de PG nos vocais de algumas canções do projeto. Sobre a experiência de poder cantar músicas produzidas após sua saída, o cantor se disse feliz pela experiência. A parceria entre PG e o trio G3 se deu após anos de lentas reaproximações. Jean Carllos disse em 2023 que, antes da turnê anterior, ainda não tinha certeza se queria tocar com o ex-integrante, mas que o grupo resolveu suas questões e mágoas com o cantor.

## Faixas
A seguir está a lista de faixas do disco Além do que os Olhos Podem Ver, segundo o encarte do disco.
| N.º            | Título                           | Compositor(es)                               | Duração |  |
| 1.             | "Intro"                          | Juninho Afram Duca Tambasco Jean Carllos     | 0:24    |  |
| 2.             | "Mais Alto"                      | Afram Tambasco Carllos                       | 3:24    |  |
| 3.             | "Réu ou Juiz"                    | Afram Tambasco Carllos                       | 3:11    |  |
| 4.             | "Meu Legado"                     | Afram Tambasco Carllos                       | 3:18    |  |
| 5.             | "Através da Porta"               | Afram Tambasco Carllos                       | 3:32    |  |
| 6.             | "Além do que os Olhos Podem Ver" | Afram Tambasco Carllos                       | 3:30    |  |
| 7.             | "A Lição"                        | Afram Tambasco Carllos                       | 3:57    |  |
| 8.             | "O Fim é só o Começo"            | Afram Tambasco Carllos                       | 5:35    |  |
| 9.             | "Lugar Melhor"                   | Viviane Afram Juninho Afram Tambasco Carllos | 3:14    |  |
| 10.            | "Amanhã"                         | Afram Tambasco Carllos                       | 3:59    |  |
| 11.            | "Sem Trégua" (part. Marcão)      | Marcão Afram Tambasco Carllos                | 3:13    |  |
| 12.            | "De Olhos Fechados"              | Afram Tambasco Carllos                       | 4:01    |  |
| 13.            | "Ver Acontecer"                  | Afram Tambasco Carllos                       | 3:56    |  |
| 14.            | "Queria Te Dizer"                | Julim Barbosa                                | 3:41    |  |
| Duração total: | Duração total:                   | Duração total:                               | 49:02   |  |

## Ficha técnica
A seguir, estão listados os músicos envolvidos na produção de Além do que os Olhos Podem Ver:
Banda
- Juninho Afram – vocal, guitarra, violão
- Duca Tambasco – baixo, vocal de apoio
- Jean Carllos – teclado, vocal de apoio

Músicos convidados e equipe técnica
- Déio Tambasco – guitarra em "O Fim é só o Começo"
- Lufe – bateria
- Marcão – vocais em "Sem Trégua"
- Maurício Takeda – violino em "Amanhã"
- Isabeh – arranjo vocal
- Geraldo Penna – produção musical, arranjos, engenharia de áudio e mixagem
- Carlos Ribeiro – narração em "O Fim é só o Começo"
- Thiago Lima – engenharia de áudio
- Ricardo Garcia – masterização de áudio

Projeto gráfico
- Marcelo Rossi – design e fotografia
- Ed. Carranque – design

## Vendas e certificações
Em dois dias, o disco vendeu mais de vinte mil cópias no país em que foi lançado, considerado um recorde para um álbum de rock cristão brasileiro. Por mais de cinquenta mil cópias, a banda recebeu um disco de ouro da Associação de produtores de Disco (ABPD).
| País   | Empresa | Certificado | Vendas  |
| ------ | ------- | ----------- | ------- |
| Brasil | ABPD    | Ouro        | 50,000+ |